# Средневековая деревня Косместон
Средневековая деревня Косместон (англ. Cosmeston Medieval Village, валл. Pentref Canoloesol Cosmeston) — музей под открытым небом-реконструкция уэльской деревни XIV века. Реконструкция создана на основе данных археологических раскопок, проводившихся на этом месте в 1980-х годах. Косместон расположен в нескольких километрах от Кардиффа.
Деревня Косместон возникла рядом с укреплённой дворянской усадьбой в приблизительно в XII веке. Найденные археологами остатки зданий относятся к XIV веку, и не существует данных о том, что деревня существовала в послесредневековый период. Возможно, большая часть жителей деревни погибла во время эпидемии чумы в 1340-х годах.
К XX веку от деревни уже не осталось заметных следов, и местные жители не подозревали о её существовании. В 1970-х годах на месте бывшей деревни начались работы по устройству парка, в ходе которых были случайно обнаружены следы средневекового поселения.
После проведения археологических раскопок деревня была реконструирована и стала функционировать как музей под открытым небом. В музее регулярно проводятся мероприятия исторической реконструкции типа «живая история».